# Собор Сен-Луи

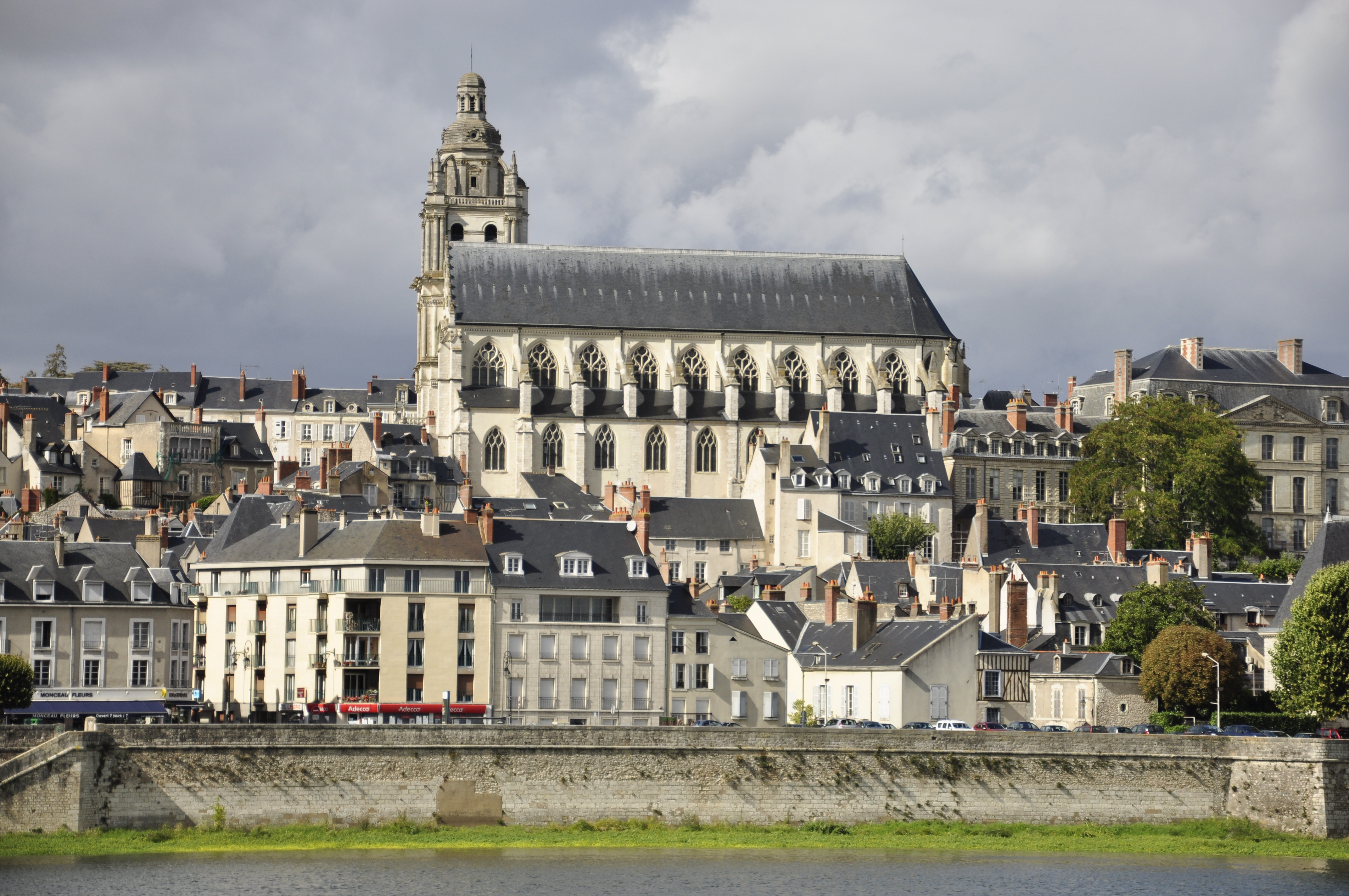

Собор Сен-Луи (фр.  Cathédrale Saint-Louis de Blois) — католический кафедральный собор епархии Блуа, расположенный в административном центре департамента Луар и Шер городе Блуа, Французская республика. Собор расположен в центре города на площади святого Людовика, — в одном километре от железнодорожного вокзала и в полукилометре от замка Блуа.
Уже в VI веке на месте собора находилась часовня, посвящённая святому Петру. В 1927 году во время археологических работ была обнаружена и вскрыта крипта древней часовни. В XI веке на месте часовни была выстроена романская церковь, от которой в настоящее время сохранился только фундамент колокольни и несколько опор подземного этажа. В 1544 году был заложен новый собор, посвящённый святому Соленнису, епископу Шартра, мощи которого сохраняются в этом месте с IX века.
Во время урагана 1678 года неф недостроенной церкви обрушился. Жан-Батист Кольбер, супруга которого была родом из Блуа, содействовал скорейшему восстановлению собора; и к 1700 году строительство под руководством архитектора Арнульфа-Серафина Пуактевена было завершено.
В 1697 году епархия Шартра была разделена, и Блуа стал центром новой епархии. В честь приобретения собором в Блуа статуса кафедрального Людовик XIV подарил собору орган. В благодарность за королевский подарок кафедральный собор был освящён в честь святого Людовика. В 1860 году к храму была пристроена часовня Богоматери, а в 1867 — готический деамбулаторий. Средневековые витражи собора не пережили бомбардировок второй мировой войны. Лишь в 2000 году были торжественно открыты новые витражи, изготовленные Жаном Морэ по эскизам голландского художника Яна Диббетса. Общая площадь витражей — 360 квадратных метров.

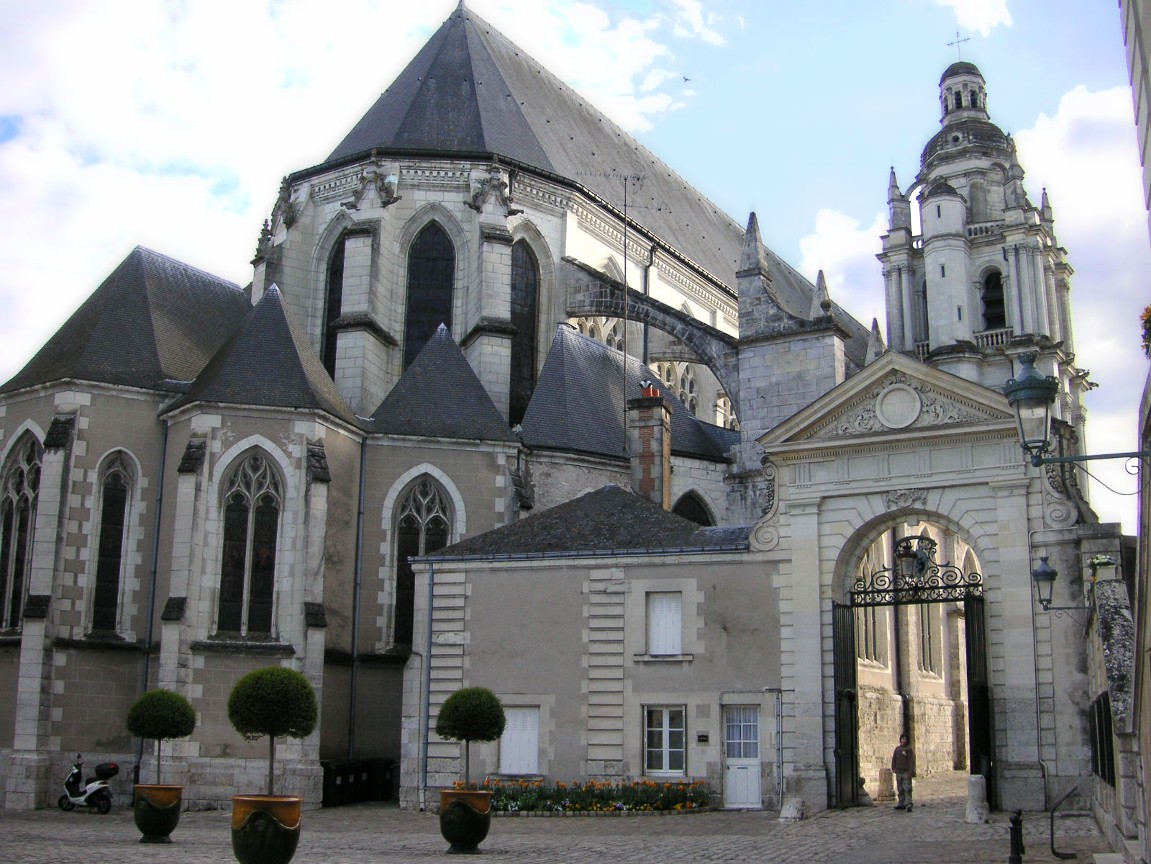

Построенный «в два приёма», собор Сен-Луи сочетает в себе черты поздней готики и классицизма. Стены его опираются на контрфорсы, с пинаклями и горгульями. В то же время треугольный фронтон и увенчанная куполом колокольня с ионическими и коринфскими колоннами несут в себе ярко выраженные признаки классического стиля.
Собор трёхнефный с примыкающими к боковым нефам рядами капелл и пятигранной апсидой с деамбулаторием, без трансепта. Самая старая капелла восходит ещё к XII веку. Центральный неф собора увенчан крестовым готическим сводом, стены прорезаны высокими окнами, благодаря чему собор залит светом. В крипте собора в саркофагах захоронены епископы Блуа.
Собор открыт для посещения ежедневно с 7:30 до 18:00.